# Vertigo (Comics)

Logo des Verlags von 1993 bis 2018

Logo des Verlags von 2018 bis 2020

Vertigo war ein 1993 gegründetes Imprint des US-amerikanischen Verlages DC Comics. Im Gegensatz zu den übrigen Comicserien von DC werden in Vertigoserien auch kontroverse Themen wie Drogensucht und Sexualität zur Sprache gebracht. Allgemein versuchte Vertigo sich eher an anspruchsvoller Unterhaltung für Erwachsene.
Im Juni 2019 gab DC Comics bekannt, dass die Marke Vertigo im Januar 2020 eingestellt wird und ihre Titel auf neue Marken aufgeteilt werden sollen.

## Geschichte
1993 wurde Vertigo gegründet, nachdem sich in den 1980er Jahren verschiedene „erwachsene“ DC-Titel wie die von Alan Moore übernommene Serie The Saga of the Swamp Thing (1982–1985), The Dark Knight Returns (1986) oder Watchmen (1986/1987) als erfolgreiche Serien gezeigt haben. Vertigo sollte Autoren anziehen, die ihre Art Comics veröffentlichen wollten, ohne sich um einen eventuellen negativen Einfluss auf Kinder und die daraus resultierende Zensur Sorgen machen zu müssen. Als Redakteurin der Titel fungierte Karen Berger, die ihre vor allem aus dem Vereinigten Königreich angeworbenen und die für amerikanische Verhältnisse vor allem durch explizitere Darstellungen von Nacktheit, Sex und Gewalt sehr provokativen Autoren weitgehend kreativ unterstützte. In einer Zeit, in der die Zeichner die eigentlichen Attraktionen der Comics waren, machte sich Vertigo einen Namen, indem es sich vor allem die fähigsten Autoren heraussuchte. Einer der bekanntesten Vertigotitel und das inoffizielle Flaggschiff wurde Neil Gaimans Sandman (1989–1996), der zugleich auch Frauen als Leserinnen anzog.
Die Gründung erfolgte nach einem misslungenen Versuch durch Disney, ebenfalls Comics für die gleiche Zielgruppe zu publizieren. Hierdurch konnte DC zahlreiche halbfertige Comicserien preiswert einkaufen und zur Basis der neuen Marke „Vertigo“ machen. Karen Berger wurde Chefredakteurin. Unter Bergers Leitung führte Vertigo prägende Comicautoren der Neuzeit auf dem amerikanischen Markt ein, etwa Garth Ennis (Preacher), Warren Ellis (Transmetropolitan), Harvey Pekar (American Splendor) sowie die auf hundert Hefte festgelegte Serie 100 Bullets von Brian Azzarello.
Viele der Comics von Vertigo bauten auf den klassischen Superhelden-Comics von DC auf, spielten aber eher in Randgebieten des umfangreichen DC-Superheldenkosmos. Auftritte von Helden wie Superman und Batman gab es zwar, sie blieben aber die Ausnahme. Laufende Serien, etwa Hellblazer, ein Swamp Thing-Spin-off, und Doom Patrol wurden aus dem DC-Universum ausgegliedert und um neue Serien ergänzt, Sandman Mystery Theatre etwa, eine Krimi-Noir-Serie. Im Rahmen des Flashpoint-Events wurde im Jahr 2011 erklärt, dass die Vertigo-Geschichten auf einer Parallelerde spielten und nun mit der Erde der übrigen Superhelden wie Superman oder Batman, deren Geschichten inzwischen ebenso auf ein erwachsenes Publikum abzielen, zum neuen DC-Universum (The New 52) verschmolzen ist.
Aufgrund rückläufiger Verkaufszahlen im amerikanischen Comicmarkt und mehrerer wenig erfolgreicher Serien in den 2000er Jahren reduzierte sich der kommerzielle Erfolg von Vertigo. Die ursprüngliche Geschäftspolitik, nach der Rechte an den Comics mit den Autoren und Zeichnern geteilt oder ihnen ganz überlassen wurden sowie Originalcomicseiten den Zeichnern nach Veröffentlichung zurückgeschickt wurden, wurde geändert. DC änderte dies wegen der Zunahme von Comicverfilmungen in Kino und Fernsehen, um leichter über Verfilmungsrechte verhandeln zu können und die resultierenden Einnahmen nicht teilen zu müssen. Ab 2010 beanspruchte der Verlag sämtliche Rechte an Vertigo-Comics für sich, was dazu führte, dass viele bekannte Autoren das Label verließen und für andere Verlage arbeiteten, z. B. Image Comics. 2012 verließ Karen Berger das Label; 2013 wurde die mit 300 Ausgaben langlebigste Vertigo-Serie Hellblazer eingestellt.
Im Juni 2019 gab DC Comics bekannt, dass Vertigo im Januar 2020 eingestellt wird und die Markenstruktur geändert werden soll. Die drei Marken DC Zoom, DC Ink und Vertigo wurden auf die drei neue Marken DC Kids, DC und DC Black Label aufgeteilt.

## Bekannte Autoren und Zeichner

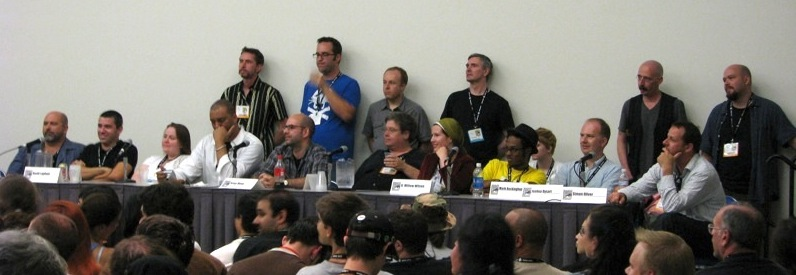
Autoren und Zeichner von Vertigo-Comics bei der Comic Con 2007

| - Brian Azzarello - Kyle Baker - Ed Brubaker - Mike Carey - Howard Chaykin - Nancy A. Collins - Jamie Delano - J. M. DeMatteis | - Paul Dini - Warren Ellis - Garth Ennis - Christopher Fowler - Neil Gaiman - Alan Grant - Devin Grayson - James D. Hudnall | - Peter Kuper - Terry LaBan - Joe R. Lansdale - Mark Millar - Peter Milligan - Grant Morrison - Tom Peyer - Rachel Pollack | - Paul Pope - James Robinson - Brian K. Vaughan - Matt Wagner - Bill Willingham - Judd Winick - Brian Wood |

## Bekannte Titel
| - 100 Bullets - American Splendor - Animal Man - Black Orchid - Die Bücher der Magie - Death: At Death's Door - Death: The High Cost of Living - Death: The Time of Your Life - DMZ - Doom Patrol - The Dreaming - El Diablo - The Exterminators - Fables - The Filth | - The Fountain - High Level - A History of Violence - House of Mystery - House of Secrets - Human Target - The Invisibles - iZombie - John Constantine: Hellblazer - Kill your Boyfriend - The Losers - Lucifer - The Nobody - Preacher - Sandman | - Sgt. Rock: Between Hell and a Hard Place - Shade, the Changing Man - Der Sternwanderer - Swamp Thing - Sweet Tooth - Tank Girl: Apocalypse - Transmetropolitan - Trillium - Uncle Sam - Unknown Soldier - V wie Vendetta - WE3 - Y: The Last Man |

## Verfilmungen (Auswahl)
1982 – noch vor der Gründung von Vertigo – wurde Swamp Thing unter dem Titel Das Ding aus dem Sumpf (Swamp Thing) verfilmt; 1989 folgte die Fortsetzung mit Das grüne Ding aus dem Sumpf (The Return of Swamp Thing) und 1990–1993 die Fernsehserie Swamp Thing. 2019 wurde eine weitere Serie mit dem Titel Swamp Thing veröffentlicht.
2005 begann Vertigo, mit Verfilmungen weiterer Titel in Erscheinung zu treten. So kam Constantine, der auf der Reihe Hellblazer basiert, in die Kinos. Auch A History of Violence (2005), The Fountain (2006), V wie Vendetta (2006), Der Sternwanderer (2007) und The Losers (2010) wurden verfilmt. Die Serie Lucifer (2016–2021) basiert auf der gleichnamigen Comicreihe. Auch die Serie iZombie (2015–2019) hatte eine Vertigo-Comicvorlage.